# Gornet
Gornet es una comuna ubicada en el distrito de Prahova, Rumania.

## Superficie
Posee una superficie de 21,79 kilómetros cuadrados.

## Demografía
Hasta 2021 la población era de 2670 habitantes, con una densidad de población de 122,5 habitantes por kilómetro cuadrado.